# Elecciones generales de Austria de 1962
Las elecciones parlamentarias de Austria fueron realizadas el 18 de noviembre de 1962.
El resultado fue la victoria del Partido Popular Austriaco (ÖVP), el cual obtuvo 81 de los 165 escaños. La participación electoral fue de un 93.8%.  A pesar de que el ÖVP estuvo a dos escaños de obtener la mayoría absoluta, el Canciller Alfons Gorbach (quién el año pasado había sucedido a Julius Raab) conservó una gran coalición con los socialistas bajo el mando del Vicecanciller Bruno Pittermann.

## Resultados
|                         |                                          |           |      |         |       |
| Partido                 | Partido                                  | Votos     | %    | Escaños | +/–   |
|                         | Partido Popular Austríaco (ÖVP)          | 2.024.501 | 45.4 | 81      | +2    |
|                         | Partido Socialdemócrata de Austria (SPÖ) | 1.960.685 | 44.0 | 76      | –2    |
|                         | Partido de la Libertad de Austria (FPÖ)  | 313.895   | 7.0  | 8       | 0     |
|                         | Partido Comunista de Austria (KlS)       | 135.520   | 3.0  | 0       | 0     |
|                         | Partido Federal Europeo de Austria (EFP) | 21.530    | 0.5  | 0       | Nuevo |
|                         | Votos en blanco/nulos                    | 49.876    | –    | –       | –     |
| Total                   | Total                                    | 4.506.007 | 100  | 165     | 0     |
| Fuente: Nohlen & Stöver |                                          |           |      |         |       |